# Plus Magazine
Het tijdschrift Plus Magazine is een uitgave van Roularta Media Nederland BV. Het maandblad verschijnt in Nederland en België en is bedoeld voor lezers ouder dan 50 jaar. Met een oplage van 300.000 exemplaren per maand is Plus Magazine een van de grootste publiekstijdschriften van Nederland.
Maandelijks verschijnen circa 160 pagina's informatie in de vaste rubrieken:
- Geld & recht - over alles waarmee men te maken krijgt op financieel en juridisch gebied (erfrecht, pensioenverzekeringen).
- Gezondheid - tips om gezond te leven.
- Mens & samenleving - welke veranderingen ondergaat de maatschappij.
- Lifestyle, cultuur & reizen - praktische informatie over bezienswaardigheden en trips.
- Vaste columns van Noraly Beyer, Bram Bakker en Yvonne Kroonenberg en Charles Groenhuijsen over eten en koken, ingezonden brieven, medisch nieuws en mode & shopping.
- Puzzels, waaronder De Plusquiz.

## Oplage

### Nederland
| Jaar | Betaalde gerichte oplage | Totaal verspreide oplage |       |
| ---- | ------------------------ | ------------------------ | ----- |
| 2004 | 298.594                  | 303.599                  | [ 4 ] |
| 2006 | 304.798                  | 310.192                  | [ 5 ] |
| 2007 | 304.469                  | 309.566                  | [ 6 ] |
| 2011 | 274.487                  | 277.025                  | [ 7 ] |
| 2012 | 270.676                  | 272.136                  | [ 8 ] |
| 2022 | 195.631                  | 200.102                  |       |

Lijst van tijdschriften in België